# Martin Provost
Martin Provost (Brest, 13 maggio 1957) è un regista, sceneggiatore ed ex-attore francese.
Ha scritto e diretto il film Séraphine (2008), grazie al quale è stato candidato al premio César per il miglior regista.

## Biografia
Nato a Brest, fin dall'infanzia sognava di diventare regista ma, visti i pessimi risultati scolastici, il padre ha sempre cercato di fargli cambiare opinione. Sceglie comunque di rimanere nell'ambito artistico e si forma come attore - cosa che lo aiuterà nel futuro da regista - con un certo successo. Dopo anni di teatro - oltre che recitare scrive anche per la radio - decide di dedicarsi esclusivamente alla regia e la sua opera prima racconta di una regista che incontra mille difficoltà per realizzare la sua opera prima.
Il riconoscimento da parte di pubblico e critica gli arriva nel 2008 con Séraphine, film sulla pittrice autodidatta Séraphine de Senlis che registra quasi un milione di spettatori in Francia e vince sette premi César, tra cui quello per il miglior film. Provost si trova però citato in tribunale per plagio, con l'accusa di aver tratto indebita ispirazione da una biografia della pittrice pubblicata nel 1987, e, nel 2010, è condannato a risarcirne l'autore tramite il pagamento di una multa «di oltre 60 mila euro».

## Filmografia

### Regista e sceneggiatore
- Tortilla y cinema (1997)
- Le Ventre de Juliette (2003)
- Séraphine (2008)
- Où va la nuit (2011)
- Violette (2013)
- Quello che so di lei (Sage Femme) (2017)
- La brava moglie (La Bonne Épouse) (2020)
- Ritratto di un amore (Bonnard, Pierre et Marthe) (2023)

### Attore (parziale)
- Lettere a Emmanuelle (Néa), regia di Nelly Kaplan (1976)
- La Zizanie, regia di Claude Zidi (1978)
- Pentimento, regia di Tonie Marshall (1989)
- Uno smeraldo per non morire (Passez une bonne nuit), regia di Jeannot Szwarc (1990)

## Riconoscimenti
- Premio César
  - 2009 – Miglior film per Séraphine
  - 2009 – Migliore sceneggiatura originale per Séraphine
  - 2009 – Candidatura al miglior regista per Séraphine
- Premio Magritte
  - 2015 – Candidatura al miglior film straniero in coproduzione per Violette